# Temple Balsall
Temple Balsall – osada w Anglii, w hrabstwie ceremonialnym West Midlands, w dystrykcie metropolitalnym Solihull. Leży 18 km na południowy wschód od miasta Birmingham i 145 km na północny zachód od Londynu.